# Accordo Scotti
L'accordo Scotti, o lodo Scotti, o ancora protocollo Scotti, è un accordo firmato nella notte del 22 gennaio 1983 fra governo CGIL-CISL-UIL e Confindustria. L'accordo prende il nome dal ministro del lavoro e della previdenza sociale Vincenzo Scotti che condusse la trattativa durata un anno e mezzo e che infine appose la firma per conto del governo. L'accordo pose fine, con la mediazione del governo, allo scontro sociale in atto tra sindacati e industria. Con la firma dell'accordo i sindacati s'impegnarono a sospendere la contrattazione integrativa mentre Confindustria sbloccò il rinnovo dei contratti le cui trattative erano state sospese. A seguito dell'accordo, per tutti gli anni ottanta i tre sindacati CGIL CISL e UIL mantennero fede all'impegno preso.

## Contenuto
L'accordo si compone di 14 punti che affrontano molti temi: fisco, assegni familiari, assistenza sanitaria, tariffe e prezzi amministrati, scala mobile, orari di lavoro, rinnovi contrattuali, mercato del lavoro, cassa integrazione, fiscalizzazione degli oneri sociali.

### Scopo
L'obiettivo principale era di combattere la spirale inflattiva molto forte nei primi anni ottanta a causa della seconda crisi petrolifera. Tutte le parti si impegnavano, rispettando l'accordo, ad operare in modo da ridurre il tasso d'inflazione al 13% nel 1983 e al 10% nel 1984.

### Composizione
L'accordo si componeva di 14 punti per l'applicazione dei quali era richiesto anche l'intervento del parlamento. In particolare:
- Il punto 1 prevedeva l'annullamento del drenaggio fiscale per l'anno in corso insieme a nuove detrazioni per le famiglie monoreddito, per le spese di produzione.[2]
- Con il punto 2 venne istituito un assegno integrativo degli assegni familiari che decresceva al crescere del reddito.[2]
- Il punto 3 confermava la fiscalizzazione degli oneri sociali per circa 8.500 miliardi di lire e aggiungeva un sostegno per le imprese del Sud. Inoltre per tutto l'anno (1983) il governo si impegnava a mantenere entro il 13% l'incremento medio delle tariffe, dei prezzi amministrati e sorvegliati. Venivano ridotti i nuovi ticket per le medicine e gli accertamenti diagnostici.[2] Feroci furono le polemiche sull'interpretazione dei "punti di decimali" riferiti agli aumenti salariali.[1][2]
- Il punto 7 riduceva al 15% la scala mobile, stabilendo a 6.800 lire il nuovo punto unico di contingenza sia per il settore pubblico che privato. Fondamentale è il passaggio che riguarda la determinazione degli aumenti retributivi massimi per i rinnovi contrattuali dell'industria.

Inoltre erano previste misure per assunzione dei giovani in regime di formazione lavoro, norme contro l'assenteismo e riduzioni degli orari di lavoro.